# Modification post-traductionnelle
 (novembre 2024).
Si vous disposez d'ouvrages ou d'articles de référence ou si vous connaissez des sites web de qualité traitant du thème abordé ici, merci de compléter l'article en donnant les références utiles à sa vérifiabilité et en les liant à la section « Notes et références ».
Une modification post-traductionnelle est une modification chimique d'une protéine, réalisée le plus souvent par une enzyme, après sa synthèse ou au cours de sa vie dans la cellule. Généralement cette modification entraîne un changement de la fonction de la protéine considérée, que ce soit au niveau de son action, de sa demi-vie, ou de sa localisation cellulaire.

## Addition d'un groupe fonctionnel
- l'acétylation, soit l'addition d'un groupe acétyl provenant de l'acétyl-CoA, catalysé par un petit nombre d'enzyme (de type N-acétyl transférases), généralement au niveau de l'extrémité N-terminal d'une protéine ; néanmoins, cette modification qui intervient durant la synthèse de la proteine est essentiellement cotraductionelle bien que généralement considérée, à tort, comme une modification post-traductionelle ;
- l'alkylation, soit l'addition d'un groupe alkyl, méthyl ou éthyl ;
  - la méthylation est l'addition d'un groupe méthyl, généralement sur les acides aminés lysine ou arginine.
  - la méthylthiolation est l'addition d'un groupe méthylthio. Le seul cas décrit actuellement dans la littérature est présent sur la position β de la chaîne latérale de l'aspartate 88 de la protéine ribosomique S12.
- la biotinylation, qui est l'acylation d'une lysine par un groupement biotine.
- la glutamylation, qui est la liaison covalente d'un résidu d'acide glutamique sur la tubuline ou un autre protéine.
- la glycylation, qui est la liaison covalente d'un ou plusieurs (jusqu'à 40) résidus glycine sur la partie C-terminale de la tubuline.
- la glycosylation, soit l'addition d'un groupe glycosyl sur un résidu asparagine, hydroxylysine, sérine, ou thréonine, produisant ainsi une glycoprotéine.
- L'hydroxylation, soit l'addition d'un groupe hydroxyle à une protéine, le plus souvent sur un résidu proline ou lysine formant l'hydroxyproline ou l'hydroxylysine.
- l'isoprénylation, soit l'addition d'un groupe isoprenoïde (c.a.d. farnésol ou geranylgeraniol) :
  - la prénylation
  - la myristoylation
  - la farnésylation
  - la géranylgéranylation
- la lipoylation
- la phosphopantetheinylation, ou addition d'un 4'-phosphopantetheinyl depuis le coenzyme A.
- la phosphorylation, qui est l'addition d'un groupe phosphate, généralement sur une sérine, tyrosine, thréonine ou histidine acceptrice.
- la sulfatation, qui est l'addition d'un groupe sulfate sur une tyrosine.
- la sélénation.
- l'amidation en C-terminal.
- l'O-GlcNAcylation, soit l'addition d'un N-Acétylglucosamine (couramment appelé O-GlcNAc) sur un résidu sérine ou thréonine.

## Addition de groupes peptidiques ou de protéines
- l'ubiquitination, qui est une liaison covalente d'ubiquitine sur une lysine acceptrice.
- la sumoylation, qui est une liaison covalente de protéine SUMO, généralement sur une lysine acceptrice.
- la neddylation, qui est une liaison covalente de la protéine NEDD8 sur une lysine acceptrice.
- l'urmylation.

## Changement de la nature chimique des acides aminés
- la citrullination, ou déimination soit la conversion d'arginine en citrulline.
- la déamidation, soit la conversion de glutamine en acide glutamique ou de l'asparagine en acide aspartique

## Changements structuraux
- les ponts disulfures qui résultent dans la liaison chimique des groupements SH de deux cystéines.
- Les clivages protéiques par une protéase d'un lien peptidique.